# Gazã
Mamude Gazã, Maomé Gazã ou Gazã Cã (Mahmud Gazan; em mongol: Газан хаан; 5 de novembro de 1271 – 11 de maio de 1304), também conhecido pelo ocidente Casano (em latim: Casanus), foi o sétimo governante do Ilcanato no Irã entre 1295 a 1304. Gazã era o filho de Arghun e uma mãe cristã. Durante sua juventude, ao lado de seu irmão Oljeitu, ele era um seguidor do budismo, a qual era a religião dominante do Ilcanato nos primeiros anos.

## Conversão ao Islamismo
No entanto, em 1292, sob o conselho de Raxidadim, Gazã se converteu ao Islamismo sunita. Junto com sua conversão, Gazã mudou seu primeiro nome para o nome árabe Mamude. Até essa data, sob o reinado dos cãs posteriores a Hulagu, a maioria muçulmana era oprimida diante dos Imperadores Budistas, os quais promoviam em seu reino o Budismo Tibetano e o Nestorianismo. No entanto, com a conversão de Gazã, o Islã novamente ascendeu, e budistas e cristãos passaram a ser perseguidos.

## Reinado
Após tomar o poder de Baydu em 1295, Gazã destruiu templos budistas e obrigou os budistas de seu domínio a se converterem ao Islã ou irem embora. Os cristãos também foram perseguidos. Mesmo com sua conversão, Gazã estimulou a cultura original arcaica mongol a florescer. Também tolerou os xiitas. Após o falecimento de Cublai em 1294, Gazã passou a se denominar cã, ao contrário de seus antecessores que se denominavam ilcãs, dessa forma rompendo com todo e qualquer laço com o Grão-Canato na China e suas influências.
No plano externo Gazã empreendeu novas campanhas contra os mamelucos na Síria em 1299, 1301 e 1304. Na primeira investida, após sucessos iniciais, tendo Damasco sendo destruída pelos mongóis, foi detido na Batalha de Uádi Alcazandar. As outras duas expedições foram igualmente mal-sucedidas. Faleceu em 1304, sendo sucedido por seu irmão Oljeitu, o qual continuou com a adoção do Islã, e depois por seu sobrinho Abuçaíde e sobrinha Sati Begue. Sua principal esposa durante sua vida foi Cocecin.